# Neznělá postalveolární afrikáta
Neznělá postalveolární afrikáta je souhláska, která se vyskytuje v mnoha jazycích. V mezinárodní fonetické abecedě se označuje symbolem tʃ, pro zdůraznění současné artikulace lze zapsat s vázacím znakem t͡ʃ, číselné označení IPA je 103 (134), ekvivalentním symbolem v SAMPA je tS.

## Charakteristika
- Způsob artikulace: polotřená souhláska (afrikáta). Vytváří se současnou artikulací dvou hlásek – [t]/[c] a [ʃ]. Nejprve se vytvoří krátká uzávěra (okluze), která je vzápětí uvolněna. Vzduch poté proudí úžinou (konstrikce), která se staví do proudu vzduchu, čímž vzniká šum.
- Místo artikulace: zadodásňová souhláska (postalveolára), částečně palatizovaná (palatizace). Úžina se vytváří mezi jazykem a dásňovým obloukem a částečně i tvrdým patrem.
- Znělost: neznělá souhláska – při artikulaci jsou hlasivky v klidu. Znělým protějškem je d͡ʒ.
- Ústní souhláska – vzduch prochází při artikulaci ústní dutinou.
- Středová souhláska – vzduch proudí převážně přes střed jazyka spíše než přes jeho boky.
- Pulmonická egresivní hláska – vzduch je při artikulaci vytlačován z plic.

## V češtině
V češtině se tato hláska zaznamenává písmenem Č, č.
Jako t͡ʃ se může vyslovovat i spojení psaného /t, d/ a /š/, např. ve slovech dětští [ˈɟɛt͡ʃ.ci:] a radši [ˈra.t͡ʃɪ], v pečlivé výslovnosti se však obě hlásky raději vyslovují odděleně: [ˈɟɛt.ʃci:], [ˈrat.ʃɪ].

## V jiných jazycích
V polštině se tato hláska zaznamenává spřežkou Cz, cz, v němčině se zapisuje spřežkou Tsch, tsch.